# Каменный мост (Томск)
Ка́менный мост через реку Ушайку в Томске был построен в 1916 году по проекту архитектора Константина Лыгина. Мост является памятником архитектуры федерального значения.

## Общие сведения
Мост из железобетонной плиты был построен инженерами Цезарем Любинским и Эдуардом Веккером на месте деревянного Думского моста, возведённого ещё в 1819 году по проекту будущего декабриста Гавриила Батенькова и за почти век изрядно обветшавшего. Каменный мост стал последним сооружением по проекту Лыгина, после него он занимался только преподаванием в Томском технологическом институте. Впервые мост был открыт 20 ноября (2 декабря) 1915 года, однако, весной 1916 года, во время паводка, получил значительные повреждения, затем ремонтировался и был окончательно открыт 7 (20 октября) 1916 года.
Длина моста 42,2 метра, ширина — 24,4 метра. Четыре угла моста украшены ростральными колоннами, между которыми размещаются четыре невысоких четырёхгранных столба для фонарей.
Во время Великой Отечественной войны по мосту была проложена железнодорожная ветка к ГЭС-1, для этого мост пришлось усиливать. В 1949 году по мосту прошла трамвайная линия, для чего железнодорожные пути были переложены, а ростральные колонны использованы как опоры контактной сети. Каменный мост является единственным трамвайным мостом в Томске. В 1984—1989 годах проводилась реставрация моста, в 2007 году была проведена капитальная реконструкция моста, снято излишнее асфальтовое покрытие, укреплены опоры моста и берега Ушайки в этом районе.

## Галерея
- Ростральная колонна.
- Трамвай, совершающий движение по Каменном мосту.
- Фрагмент моста с одной из ростральных колонн и четырёхгранным столбом.
- Вид с Каменного моста на набережную Ушайки и Пионерский переулок.